# Bashful Alley
Bashful Alley war eine englische Hard-Rock- und New-Wave-of-British-Heavy-Metal-Band aus Lichfield, die im Jahr 1980 gegründet wurde und sich 1984 auflöste.

## Geschichte
Die Band wurde Ende 1980 von dem Gitarristen Rob Tidd und dem Bassisten Ian „Truff“ Threlfall gegründet. Zu dieser Zeit studierten beide noch an der Lancaster University. Zuvor hatten sie Ende der 1970er Jahre bereits in kleineren Bands in den Midlands gespielt. Die Besetzung wurde kurze Zeit später durch den Sänger Dave Slamen und den Schlagzeuger Ian „Donkey“ Brown vervollständigt. Daraufhin schlossen sich die ersten Proben an, ehe ein Demo aufgenommen wurde, das die Lieder Running Blind, My My My und She Only Wants Me for My Body enthält. Zudem hielt sie die ersten lokalen Auftritte ab. Bashful Alley sprang außerdem für eine Band ein, die zusammen mit The Sweet spielen sollte, allerdings nicht aufgetaucht war. Der Auftritt fand am College der Mitglieder statt. Die Gruppe war hierfür gewählt worden durch die vorherigen Verbindungen zur Universität. Die Gruppe versprach sich durch den Auftritt einen höheren Bekanntheitsgrad, allerdings besuchten das Konzert noch weniger Leute als die bandeigenen Konzerte. Nachdem sie ihr Studium beendet hatten, stieß zu Threlfall und Tidd der Schlagzeuger Robin Baxter. Tidd übernahm daraufhin auch den Gesang. Danach nahm die Band im Oktober 1981 das vorherige Demo in den Saccen Studios in Stourport-on-Severn neu auf. Hiervon wurden Running Blind und My My My als Single im Jahr 1982 bei Ellie Jay Records veröffentlicht. Nachdem alle Kopien vergriffen waren, wurde die Single beim bandeigenen Label Graffiti Records wiederveröffentlicht. Zu dieser Zeit hielt die Band weitere Auftritte ab. Außerdem begab sie sich in die Switch Studios, um Demoversionen von Liedern wie Rescue Me und Light It Up aufzunehmen. Während Auftritten in den Midlands konnte die Gruppe auch zusammen mit Wolfsbane spielen. Da sich weiterhin jedoch kaum Labels für die Band interessierten, versuchte man es 1984 mit der Hinzunahme eines zweiten Gitarristen namens Anthony Jones. Innerhalb des Jahres kam es allerdings zur Auflösung der Band. 2005 wurde über High Vaultage Records und High Roller Records die Kompilation It’s About Time als CD bzw. Schallplatte veröffentlicht. In den Jahren 2013 und 2014 trat die Band auf dem Brofest in Newcastle upon Tyne auf.

## Stil
Laut Malc Macmillan in The N.W.O.B.H.M. Encyclopedia bewegen sich die Lieder auf der Single Running Blind im mittleren Geschwindigkeitsbereich und würden den Songs von Omen Searcher und Lyadrive ähneln. Mit dem Hinzukommen von Anthony Jones habe die Band mehr Richtung Thin Lizzy gesteuert. Otger Jeske hob in NWoBHM New Wave of British Heavy Metal The glory Days den rauen Klang der Band hervor. Für ihn habe die Band zu den besten der Ära gezählt. In The International Encyclopedia of Hard Rock and Heavy Metal wurde für die Lieder Running Blind und My My My ein deutlicher Status-Quo-Einfluss hervorgehoben. In The Ultimate Hard Rock Guide Vol I – Europe wird die Gruppe als Boogie-Rock-Band beschrieben.

## Diskografie
- 1980: It’s So Big You Gotta Grin to Get It In (Demo, Eigenveröffentlichung)
- 1981: Demo (1981) (Demo, Eigenveröffentlichung)
- 1982: Demo (1982) (Demo, Eigenveröffentlichung)
- 1982: Running Blind (Single, Ellie Jay Records)
- 1983: Demo (1983) (Demo, Eigenveröffentlichung)
- 2005: It’s About Time (Kompilation, High Vaultage Records / High Roller Records)